# Les Voix de Bamako
Les voix de Bamako è un festival internazionale che si svolge con cadenza annuale nel mese di gennaio presso il Palais de la Culture Amadou Ba Hampaté nella città di Bamako (Mali), sotto il patrocinio del Ministero della Cultura e  in collaborazione con il Ministero per l'artigianato e il turismo del Mali. Si tratta di uno dei più importanti festival della regione a tematica femminile, da cui il nome Festival international au féminin.

## Storia
Il festival Les voix de Bamako nasce nel febbraio 2008 per volere di un gruppo di artisti riuniti sotto l'egida dell'Associazione Kolomba, guidati dalla cantante Fantani Touré, presidente della stessa associazione.
La missione di questa associazione, fondata nel 2001, consiste nella promozione della cultura africana e in particolar modo "al femminile", specie nel sostegno alle donne in difficoltà. Allo scopo di raccogliere i fondi necessari per costruire un centro di formazione, Fantani Touré ha avuto quindi l'idea di creare un festival per sottolineare l'importanza della cultura e della tradizione nella società africana.
La struttura del festival comprende, oltre a concerti gratuiti (delle voci più significative del paese), anche un mercato dell'artigianato (tessuti, ceramiche, sculture, gastronomia), corsi di formazione per i giovani, sfilate in costumi tradizionali, workshop e dibattiti allo scopo di diffondere la consapevolezza dell'attuale condizione delle donne africane.
Dal 2008 si è sempre svolto con cadenza annuale.